# Шевченко, Александр Александрович (теннисист)
Александр Александрович Шевченко (род. 29 ноября 2000, Ростов-на-Дону) — казахстанский теннисист, до 2024 года выступавший за Россию.

## Биография
Родился 29 ноября 2000 года в Ростове-на-Дону, в России. C девяти лет жил с матерью в Австрии. Также сегодня у него есть вид на жительство в соседней с Австрией Словакии, — где он живёт в Братиславе и откуда ездит тренироваться в Австрию.
В начале декабря 2023 года женился на российской теннисистке Анастасии Потаповой. В ноябре 2024 года стало известно об их разводе.

## Спортивная карьера
В одиночном разряде завоевал в общей сложности три титула серии «челленджер» (в 2022—2023 годах) и 4 титула серии «фьючерс» по состоянию на октябрь 2023 года, большинство из которых: два — в 2021 году.
В парном разряде он выиграл в общей сложности два титула «фьючерса» по состоянию на октябрь 2023 года, и все из них в 2019 году. Его карьерный максимум в парном разряде — 406 место последовал в феврале 2023 года.

### 2022
В начале июня 2022 года завоевал свой первый титул серии «челленджер» в одиночном разряде на турнире турнире в Братиславе (Словакия), в финале победив итальянца Риккардо Бонадьо.
В июле 2022 года дебютировал в основной сетке ATP 250 на турнире в Кицбюэле, как «лаки-лузер», где в первом раунде проиграл опытному австрийцу Доминику Тиму.
В октябре 2022 года также через квалификацию пробился на турнир ATP 500 в Астане, где в первом раунде проиграл итальянцу Луке Нарди.

### 2023
В начале января 2023 года участвовал, но не смог пройти квалификационный турнир Большого шлема на Открытый чемпионат Австралии, где в первом раунде отбора проиграл (4-6, 4-6) немцу Ян-Леннарду Штруффу.
В конце января 2023 года завоевал второй титул на «челленджерах» в одиночном разряде на Тенерифе (Испания), в финале победив австрийца Себастьяна Офнера.
В апреле 2023 года завоевал третий титул на «челленджерах» в одиночном разряде в Мадриде (Испания), в финале победив аргентинца Педро Качина.
В мае, июле и августе 2023 года участвовал в основной сетке трёх турниров серии Большого шлема: «Ролан Гаррос» во Франции, Уимблдон в Великобритании, и Открытый чемпионат США — где покидал турнир в первом или втором раунде соревнований.
В октябре дошёл до четвертьфинала турнира ATP 500 в швейцарском Базеле, где в первом раунде победил швейцарца Стэна Вавринку, затем переиграл игрока из топ-10 американца Тейлора Фрица, но в четвертьфинале проиграл канадцу Феликсу Оже-Альяссиму — который в итоге стал чемпионом этого турнира в Базеле.
30 октября 2023 года достиг 63-го места рейтинга ATP. В ноябре вышел в первый финал в ATP-туре — на турнире в Меце (Франция).

### 2024
В январе на Australian Open в первом круге одиночного разряда проиграл испанцу Хауме Мунару.
В конце января объявил, что с февраля будет выступать за Казахстан.
27 августа 2024 года Шевченко в первом круге US Open одержал победу над немцем Домиником Кёпфером. Ранее Шевченко выигрывал матчи на турнирах Большого шлема только на «Ролан Гаррос». Во втором круге снялся по ходу третьего сета матча против 20-го сеянного Фрэнсиса Тиафо.

## Рейтинг на конец года
| Год  | Одиночный рейтинг | Парный рейтинг |
| ---- | ----------------- | -------------- |
| 2024 | 78                | 865            |
| 2023 | 48                | 445            |
| 2022 | 154               | 643            |
| 2021 | 328               | 834            |
| 2020 | 562               | 756            |
| 2019 | 659               | 672            |

## Выступления на турнирах

### Финалы турнировATPв одиночном разряде (1)

#### Поражение (1)
| Легенда                    |
| -------------------------- |
| Турниры Большого шлема (0) |
| Итоговый турнир ATP (0)    |
| Олимпиада (0)              |
| ATP Мастерс 1000 (0)       |
| АТР 500 (0)                |
| АТР 250 (0)                |

| №  | Дата           | Турнир       | Покрытие   | Соперник в финале | Счёт    |
| 1. | 11 ноября 2023 | Мец, Франция | Хард (зал) | Юго Эмбер         | 3-6 3-6 |

## Победы над теннисистами из топ-10
- Шевченко имеет результат 1-3 (25,0 %) против игроков, которые на момент проведения матча входили в десятку лучших.

По состоянию на 30 октября 2023 года
| №    | Игрок       | Рейтинг | Турнир            | Покрытие   | Этап      | Счёт                   | Рейтинг Шевченко |
| 2023 | 2023        | 2023    | 2023              | 2023       | 2023      | 2023                   | 2023             |
| ---- | ----------- | ------- | ----------------- | ---------- | --------- | ---------------------- | ---------------- |
| 1.   | Тейлор Фриц | 9       | Базель, Швейцария | Хард (зал) | 2-й раунд | 6-7(7), 7-6(6), 7-6(5) | 83               |